# Airlines for America
Pour les articles homonymes, voir A4A et ATA.
Airlines for America ou A4A est une association plus connue sous le nom de Air Transport Association of America ou ATA. Elle est à l'origine de nombreuses normes aéronautiques. Elle est aussi l'une des plus anciennes associations du domaine aéronautique et aurait pesé un poids important sur les décisions américaines concernant l'aéronautique.

## Histoire
L'association Airlines for America a été fondée en 1936 par un groupe de 14 compagnies aériennes des États-Unis. C'est la seule association regroupant les principales compagnies aériennes américaines.
Le nom ATA a évolué en décembre 2011 vers A4A . Ce changement a été effectué lors d'un Forum sur les essais non destructifs (NDT pour Non Destructive Testing) et a été accompagné par un changement de logo et de slogan (We connect the world, soit littéralement nous connectons le monde) afin, selon les dirigeants, de mieux répondre aux attentes de leurs membres

## ATA Spec 100
L'ATA a mis en place une norme permettant de regrouper les systèmes aéronautiques sous des rubriques communes pour tous les acteurs de l'aéronautique.

## Sources